# Lapita kultúra

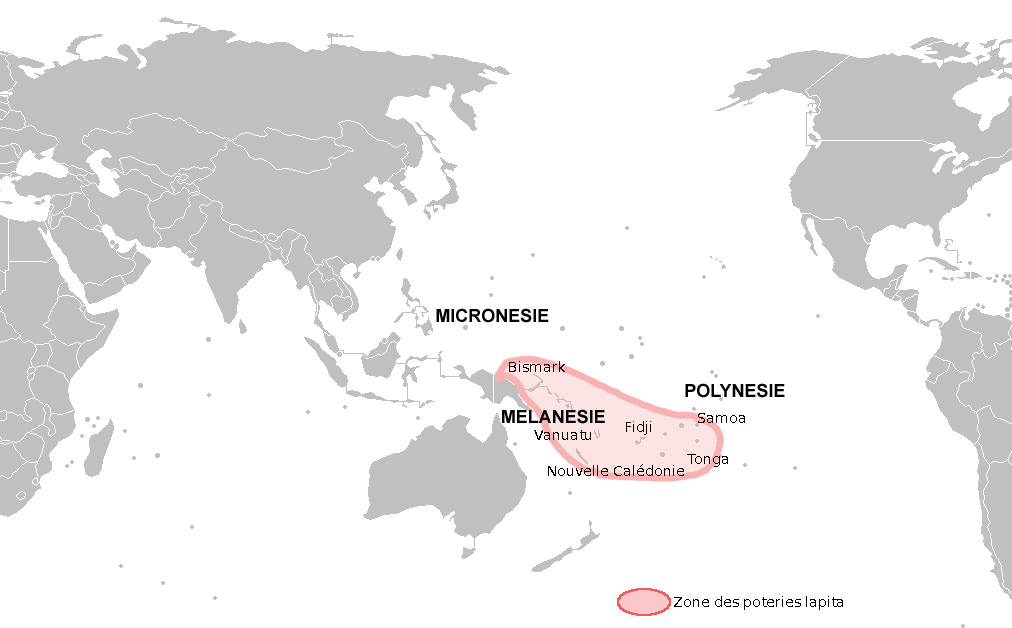
lapita fazekasság területei

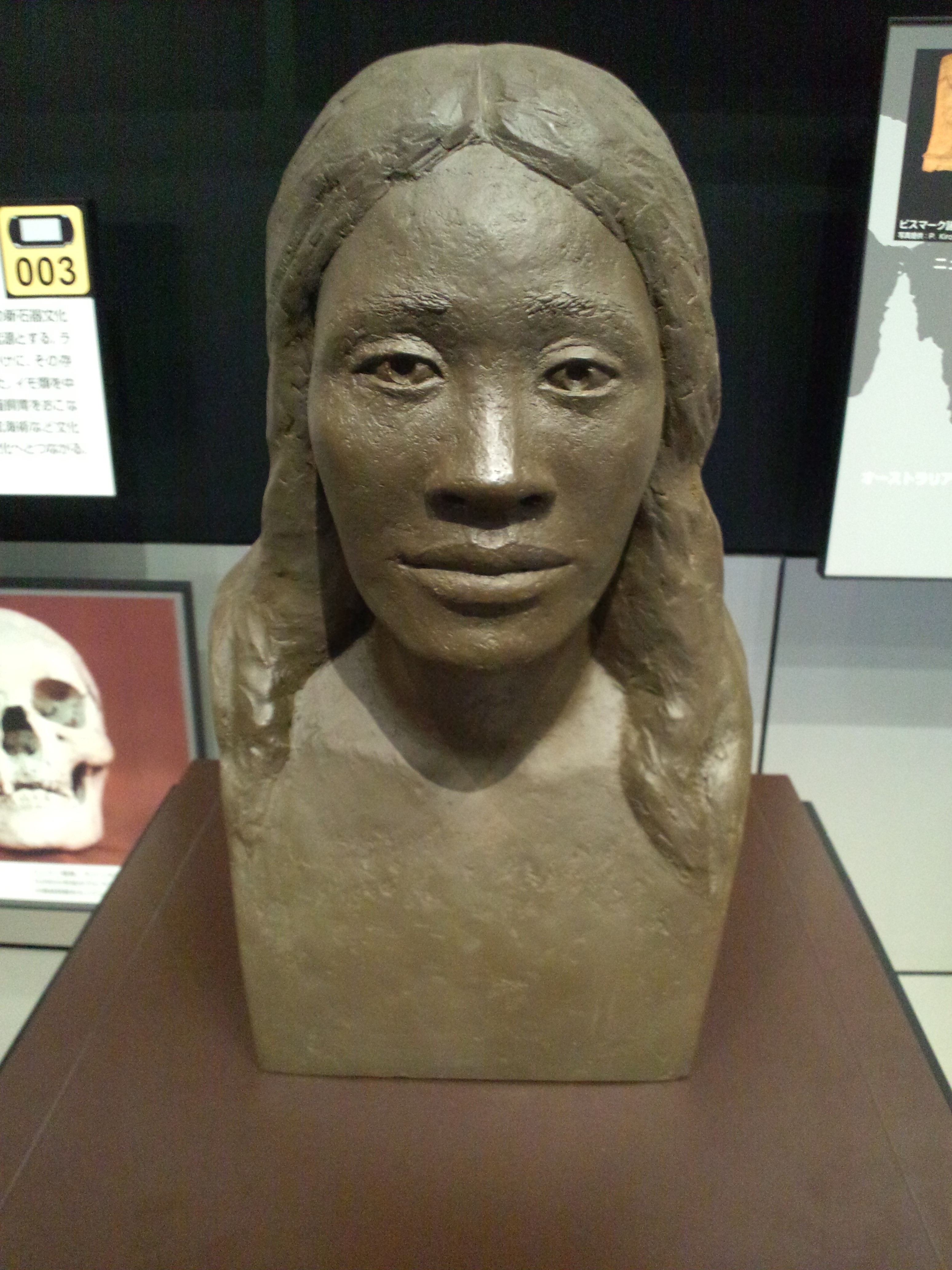
Lapita nő arcának rekonstrukciója. Nemzeti Etnológiai Múzeum, Oszaka, Japán

A lapita kultúra történelem előtti csendes-óceáni nép volt, amely Kr. e. 1600 és 500 között élte  virágkorát. A régészek szerint Polinézia, Mikronézia és Melanézia egyes part menti területeinek történelmi népei a lapitáktól származtak. 
A kultúra sajátossága, hogy képviselői által a Csendes-óceán nagy területeit, korábban lakatlan szigeteket népesített be az ember. Elterjesztette az óceániai nyelveket ebben a térségben, jellegzetes  geometrikus díszítésű fazekas termékeit és az obszidián széleskörű használatát. 
A lapiták képzett tengerjárók és navigálók voltak. Olyan szigetekre jutottak el, amelyeket több száz mérföldnyi óceán választott el egymástól. Leszármazottaik, a polinézek tovább haladtak a Csendes-óceánon, benépesítve például Új-Zélandot, Hawaiit és a Húsvét-szigetet.

## Fordítás
Ez a szócikk részben vagy egészben  a   Lapita culture című angol Wikipédia-szócikk ezen változatának fordításán alapul.  Az eredeti cikk szerkesztőit annak laptörténete sorolja fel. Ez a jelzés csupán a megfogalmazás eredetét és a szerzői jogokat jelzi, nem szolgál a cikkben szereplő információk forrásmegjelöléseként.